# Église Saint-Serein de Bethon
L'église de Bethon est une église paroissiale construite au XVe siècle dans la Marne.

## Historique
L’église date des XVe et XVIe siècles. Elle fut continuée au XVIIIe siècle et est dédiée à saint Serein.
Elle est inscrite aux monuments historiques depuis 1927.

## Architecture

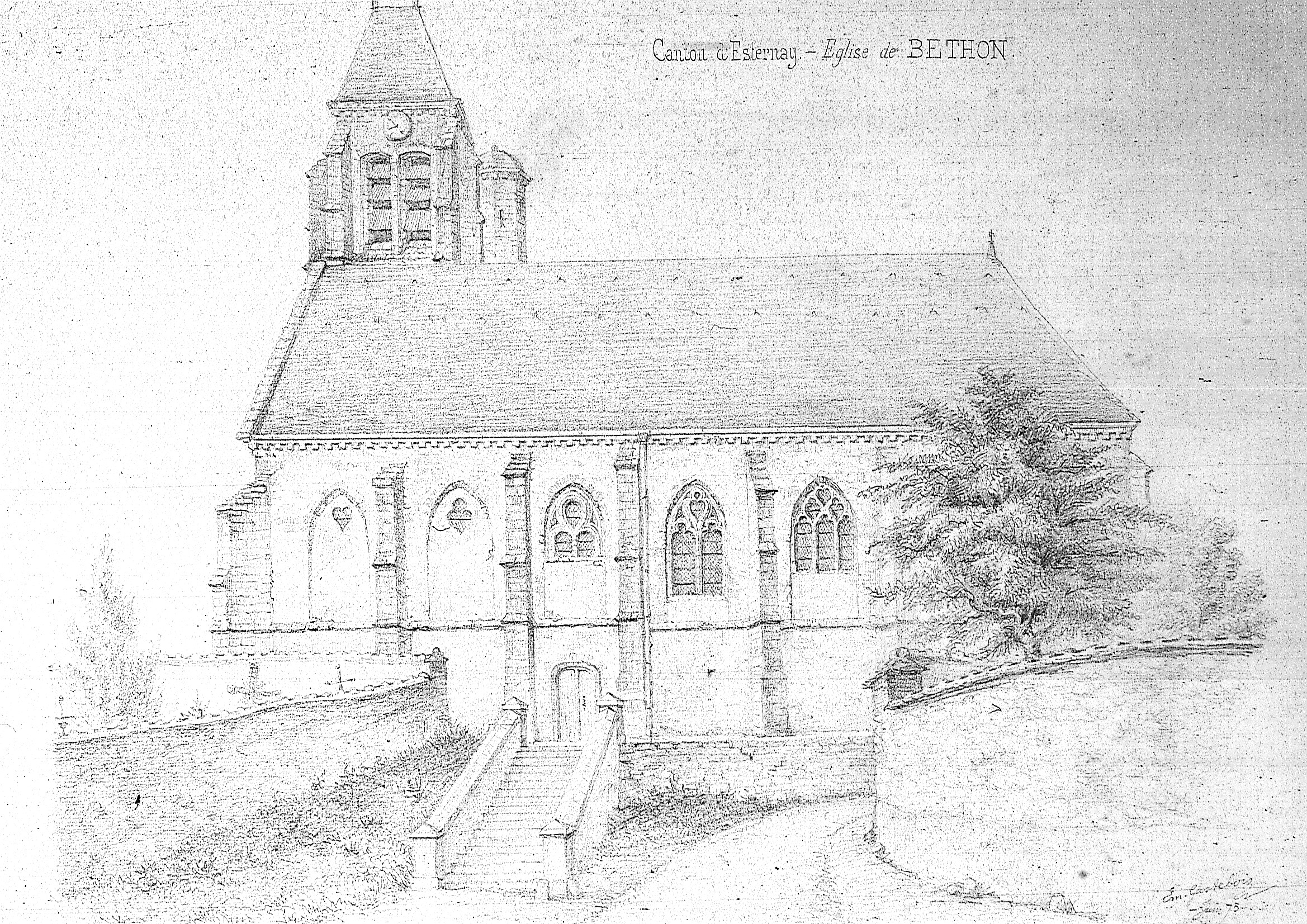
La nef vue du sud en 1875 par Émile Gastebois.

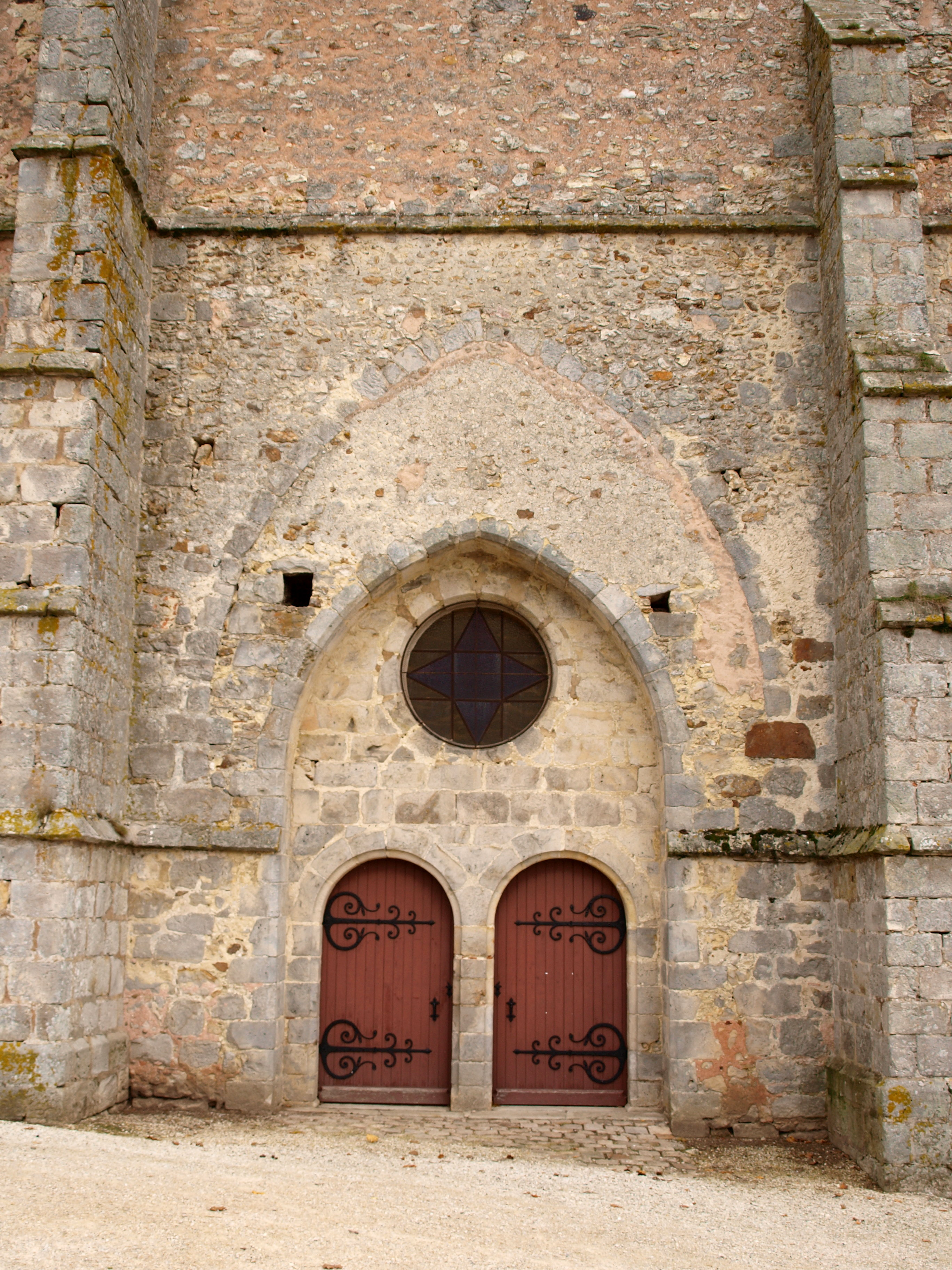
Détail du portail
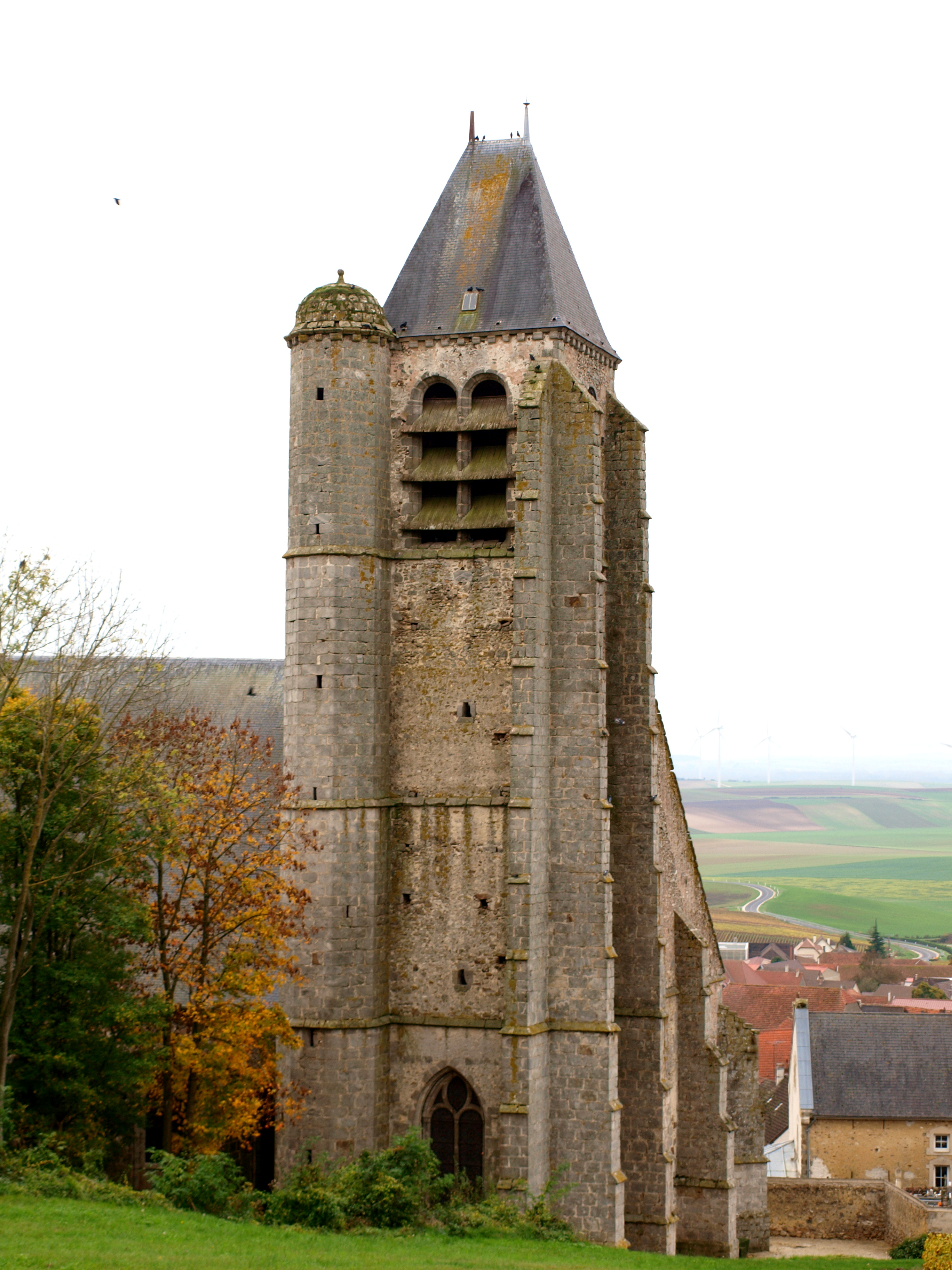
et de la tour.